# Grandaddy
I Grandaddy sono un gruppo musicale statunitense nato nella cittadina californiana di Modesto nel 1992. La loro discografia consta di cinque dischi dal moderato successo commerciale ma acclamati dalla critica.
I suoni, principalmente ispirati dal front man Jason Lytle, vero ispiratore del gruppo e polistrumentista, vedono linee melodiche originali che spaziano tra momenti di intimismo ad aperture al rock più classico.

## Storia del gruppo
I primi due dischi sono stati pubblicati in maniera semi-carbonara. L'esordio A Pretty Mess By This One Band (1996) è attualmente disponibile solo d'importazione, mentre il successore del 1997, Under the Western Freeway può contare su una ristampa della V2 Records, etichetta che si occupa del gruppo da The Sophtware Slump (2000), disco considerato come il loro capolavoro, che unisce ad ottime intuizioni melodiche, contaminazioni di elettronica povera e un'atmosfera a metà tra il dream-pop e il folk. L'ultimo capitolo è Sumday (2003), che persegue la strada che gli americani hanno intrapreso affermando il proprio stile e la propria personalità. Nel 2006 è uscito Just Like The Fambly Cat, sempre per V2.
La canzone "A.M. 180" dall'album Under the Western Freeway nel 2002 fece parte della colonna sonora del film 28 giorni dopo e di altre serie tv americane, mentre la "He's simple, He's dumb, He's the pilot", meglio conosciuta come "2000 man", è comparsa nella colonna sonora del film italiano "Tre metri sopra il cielo".
Il 27 gennaio 2006, Jason Lytle annuncia che il gruppo ha deciso di sciogliersi, nascono però altri progetti musicali dei vari membri, come i The Good Luck Thrift Store Outfit di Aaron Burtch, gli All Smiles di Jim Fairchild e lo stesso Jason, nel 2009, incide Yours Truly, the Commuter il suo primo album solista, cui seguirà comunque, nell'ottobre 2012, la pubblicazione di "Dept. of Disappearance".
Nel mese di marzo 2012 i Grandaddy, dopo aver annunciato una riunione, si sono esibiti prima in California, poi durante diversi festival europei, tra cui il Festival Rock en Seine a Parigi il 26 agosto 2012 e l'End of the Road Festival in Inghilterra il 2 settembre 2012, chiudendo il tour europeo con un sold out allo Shepherd's Bush Centre di Londra il 4 settembre 2012.
Il 3 marzo 2017 esce Last Place il loro quinto album in studio.
Il primo maggio 2017 il bassista Kevin Garcia, a soli 41 anni, muore stroncato da un ictus.

## Formazione
- Jason Lytle - voce (1992-2006, 2012)
- Jim Fairchild - chitarra (1995-2006)
- Kevin Garcia - basso (1992-2006, 2012-2017)
- Aaron Burtch - batteria (1992-2006, 2012)
- Tim Dryden - tastiera (1995-2006, 2012)

## Discografia

### Album in studio
- 1997 – Under the Western Freeway (V2)
- 2000 – The Sophtware Slump (V2)
- 2003 – Sumday (V2)
- 2006 – Just Like the Fambly Cat (V2)
- 2017 – Last Place (30th Century Records)
- 2024 – Blu Wav

### EP
- 1996 - A Pretty Mess By This One Band (Will)
- 1998 - Machines Are Not She (V2)
- 1999 - Signal to Snow Ratio (V2)
- 2001 - Through a Frosty Plate Glass (V2)
- 2005 - Excerpts from the Diary of Todd Zilla (V2)

### Singoli
- 1994 - "Could This Be Love"
- 1995 - "Taster"/"Nebraska"
- 1998 - "Everything Beautiful Is Far Away"
- 1998 - "Laughing Stock"
- 1998 - "Summer Here Kids"
- 1998 - "A.M. 180"
- 2000 - "The Crystal Lake"
- 2000 - "Hewlett's Daughter"
- 2000 - "Alan Parsons in a Winter Wonderland" (Note: Promo single)
- 2000 - "He's Simple, He's Dumb, He's the Pilot"
- 2001 - "The Crystal Lake" (re-issue)
- 2003 - "Now It's On"
- 2003 - "El Caminos in the West"
- 2004 - "I'm on Standby"/"Stray Dog and the Chocolate Shake"
- 2004 - "Nature Anthem"
- 2006 - "Elevate Myself"